# Laurentine Assiga
Laurentine Assiga, née le 29 mai 1974, est une journaliste camerounaise. Elle  est secrétaire générale adjointe de l’Union Internationale de la Presse Francophone (UPF) section Cameroun.
Elle est  la fondatrice du réseau des Journalistes culturels du Cameroun (RJ2C) et la promotrice du concours Grand Prix Francophilie des Médias.

## Biographie

### Enfance, éducation et début
Laurentine Assiga est née le 29 mai 1974 au Cameroun. Fille d'un instituteur de langue française, elle fait ses études primaires à l’école primaire Notre Dame de Mvolyé à Yaoundé, ensuite au collège François-Xavier- Vogt en 1988. En 1995 elle poursuit ses études secondaires au collège de la Retraite où elle est la responsable de l'information du club communication. Elle obtient son baccalauréat au Lycée Général-Leclerc en 1997.    
Elle est également d'un  titulaire Licence en journalisme obtenue en 2021 à l'Ecole Supérieure des Sciences et techniques de l'Information et de la Communication du Cameroun (ESSTIC).

### Carrière
En 2000, Laurentine commence sa carrière au quotidien Mutations. En 2005, elle collabore avec  la revue internationale l’Agora francophone internationale (Afi).
En 2007 elle intégré la team de la Société de Presse et d'Edition du Cameroun (Sopecam) et  est nommée cheffe services des Magazines le même jours. Elle coordonne ainsi le Magazine Nyanga (Mensuel) et plus tard l'hebdomadaire de Week-Ends Sports et Loisirs. A la Sopecam, elle rédige aussi des articles de culture pour le quotidien national Cameroon Tribune.
En 2012 elle  fonde le Réseau des Journalistes culturels du Cameroun (RJ2C). Le réseau organise depuis 2020 le Grand Prix Francophilie des Médias et le concours du jeune espoir journaliste qui décerne le prix  "prix Perika".
En 2017, elle est l'attachée de presse du Trophées francophones du cinéma. Elle est également attachée de presse de Les Mariannes de l’Ambassade de France de Yaoundé.
En 2021, Laurentine Assiga participe pour la première fois  au Festival International du Film De Cannes.

### Vie Sociale
Laurentine Assiga est célibataire et mère d'un enfant. Elle milite pour le leadership et l'autonomisation des femmes.

## Prix et récompenses
- 2023: Prix de l'engagement féminin décerné à Yaoundé par l'Association femmes de valeurs (Feva Djoss)[3]

- 2024: Prix d'honneur international au Prix Cultura en Côte d'Ivoire[5]